# Fórum Urbano Mundial
Fórum Urbano Mundial é a principal conferência mundial sobre questões urbanas. Foi criado em 2001 pelas Nações Unidas para examinar uma das questões mais urgentes que o mundo enfrenta hoje: a rápida urbanização e seu impacto nas comunidades, cidades, economias, mudanças climáticas e políticas. O evento é organizado e dirigido pelo Programa das Nações Unidas para os Assentamentos Humanos.